# Sacha (Jacuzia)
La Sachá o Jacuzia, ufficialmente Repubblica di Sacha (Jacuzia) (in russo Республика Саха (Якутия)?, Respublika Sacha (Jakutija); in sacha Саха Өрөспүүбүлүкэтэ, Saqa Öröspüübülükete) è una repubblica della Russia, situata nella Siberia Orientale. Il suo territorio vastissimo (più di 3 milioni di km²) ne fa la più estesa suddivisione amministrativa del mondo.
Esso comprende la parte orientale dell'altopiano della Siberia centrale, i monti di Verchojansk e Čerskij e una sezione degli Stanovoj; dal punto di vista idrografico i maggiori bacini idrografici che interessano il territorio sono quelli dei fiumi Olenëk, Jana, Indigirka, Lena e Kolyma.
Il clima continentale è caratterizzato da inverni rigidissimi; le grandi foreste di conifere che coprono buona parte del territorio favoriscono la caccia e l'allevamento degli animali da pelliccia. Il sottosuolo è sfruttato in maniera massiccia grazie ai giacimenti di carbone, lignite, ferro, oro, petrolio, diamanti e gas naturale.
Secondo il censimento del 2021, la repubblica è abitata in prevalenza da jakuti (il popolo indigeno, che si denomina sacha) che con 469.348 individui censiti rappresentano il 55,3% della popolazione totale; seguono russi (giunti da ovest durante la colonizzazione russa) che con 276.986 individui rappresentano il 32,6% della popolazione; sono presenti alte minoranze per la quasi totalità popolazioni indigene come eveni, evenchi, ciukci e jukaghiri, popolazioni mongole e una minoranza ucraina che con 7.169 individui rappresenta lo 0,8% della popolazione.

## Geografia fisica

### Posizione geografica
Il territorio della repubblica jacuta si estende nella parte orientale della Siberia per più di tre milioni di chilometri quadrati, che ne fanno la maggiore unità amministrativa russa per dimensione territoriale.
Il territorio è delimitato a nord da una lunghissima fascia costiera sul mare di Laptev a occidente e sul Mar della Siberia Orientale a est; i confini terrestri sono invece condivisi con il territorio di Krasnojarsk a ovest, le oblast' di Irkutsk e dell'Amur a sud, i territori di Chabarovsk e di Transbajkalia a est, la oblast' di Magadan e il circondario autonomo della Čukotka a nordest.
Il territorio si estende in longitudine dal meridiano 106°E a ovest (lungo il confine con il territorio di Krasnojarsk, nell'altopiano della Siberia centrale) fino al meridiano 163°E nell'estremità nordorientale presso Ambarčik; per quanto riguarda la latitudine, la Sacha-Jacuzia si estende dal parallelo 56°N a sud, lungo il crinale dei monti Stanovoj, fino al 74°N (punta settentrionale del delta della Lena) o, considerando anche il territorio insulare, fino al 76°N, toccato dalle isole della Nuova Siberia.

### Territorio

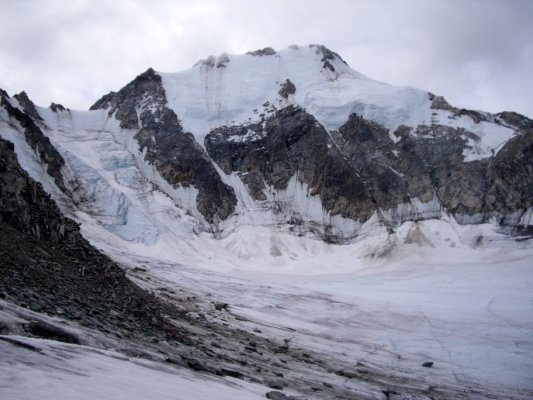
Il monte Pobeda, cima più elevata dei monti Čerskij

Le pianure occupano soprattutto la zona centrale e settentrionale della repubblica; fra le principali zone pianeggianti si possono identificare il bassopiano della Jacuzia centrale, situata a occidente del medio e basso corso della Lena, e il vasto insieme formato dal bassopiano della Kolyma, dal bassopiano della Jana e dell'Indigirka e dal bassopiano di Abyj, esteso per centinaia di migliaia di chilometri quadrati nella zona nordorientale della Jacuzia, lungo una buona metà della sua fascia costiera artica. Più isolata, lungo la fascia costiera nordoccidentale è invece la sezione jacuta del bassopiano della Siberia settentrionale, esteso per la maggior parte nel Territorio di Krasnojarsk.
Le zone rilevate sono parimenti molto estese. Tutta l'estensione latitudinale lungo il confine occidentale è occupato dalle propaggini orientali del vastissimo altopiano della Siberia centrale, con alcune delle sue varie sezioni e articolazioni (altopiano del Viljuj e altopiano dell'Anabar). Si tratta di rilievi piuttosto antichi, molto segnati dall'erosione e dalle quote complessivamente modeste che restano in molti casi sotto i 1.000 metri. Nel sud e nell'est della Jacuzia si trovano invece molte catene montuose più giovani, facenti parte dei grandi sistemi di alteterre della Siberia meridionale e della Siberia nordorientale, che raggiungono quote comprese fra i 2.000 e i 3.000 metri (in qualche caso superandoli).
Nell'est della Jacuzia i principali sistemi montuosi, che si articolano in numerose catene montuose di minore dimensione, sono quelle dei monti Čerskij (che nel monte Pobeda i 3.147 metri raggiungono il punto più alto del territorio) e dei monti di Verchojansk; rilevanti sono anche le importanti catene montuose dei monti Suntar-Chajata (culminanti a 2.959 metri) e dei Sette Daban e l'altopiano degli Jukagiri. Nella parte meridionale si estende il vasto sistema montuoso dell'altopiano dell'Aldan, che culmina a oltre 2.300 metri di quota; appartiene alla Jacuzia anche il versante nord della catena montuosa dei monti Stanovoj, una delle più rilevanti dell'intera Siberia.
La quasi totalità del territorio della Repubblica è situato nella zona del permafrost, che causa, nelle zone pianeggianti, la formazioni di sterminate paludi durante la breve stagione estiva, quando il drenaggio è impedito per via della presenza dello strato gelato poco sotto la superficie, e dei tipici alas. Negli ultimi anni, il riscaldamento globale ha causato la fusione di terreni precedentemente congelati. Migliaia di case rischiano di crollare nel fango in estate, mentre i villaggi del nord sono sopraffatti dalle inondazioni.

### Idrografia

#### Fiumi

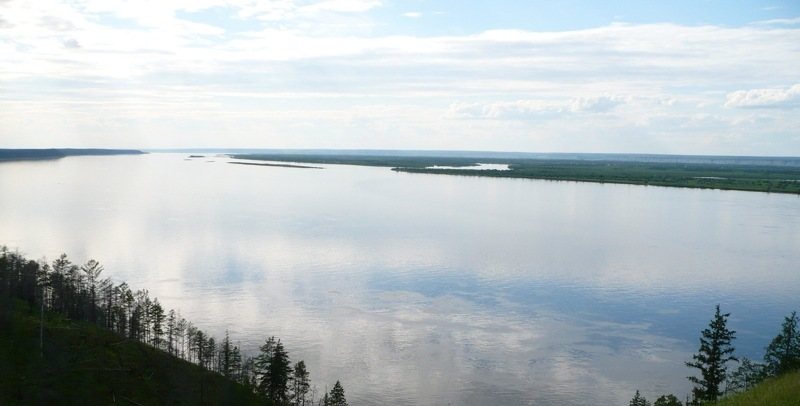
La Lena presso Jakutsk

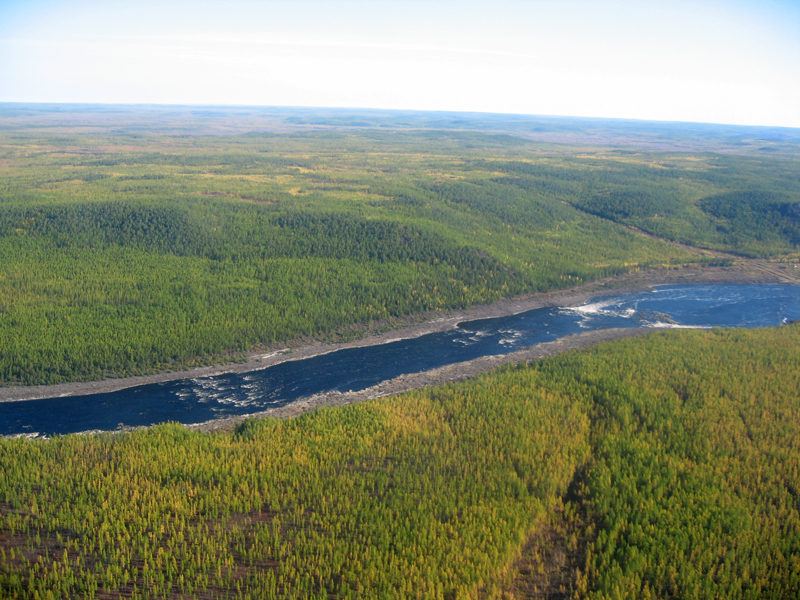
Il Viljuj

Nel territorio della Jacuzia sono presenti 443.000 corsi d'acqua, che si sviluppano per un totale di 1,5 milioni di chilometri lineari.
Il territorio si estende per la maggior parte sul bacino di quattro grandi fiumi:
- Lena: il maggior fiume della Repubblica, pur avendo le sue sorgenti nella zona del lago Bajkal, scorre nella Sacha-Jacuzia per la maggior parte del suo corso e vi riceve quasi tutti i suoi affluenti di maggior rilievo.
- Olenëk: scorre per quasi 2.300 km nella parte nordoccidentale della Jacuzia, in una regione però quasi completamente spopolata;
- Indigirka: copre un bacino di più di 700.000 chilometri quadrati nella sezione montagnosa nordorientale, nel quale è compreso il cosiddetto polo del freddo dell'emisfero nord;
- Kolyma: situato per la maggior parte nella Jacuzia, si tratta di un altro fiume molto lungo ma dall'importanza economica scarsissima a causa del clima; il bacino si estende nell'estremo nordest della Repubblica per circa 650.000 chilometri quadrati.

Altri fiumi di minore importanza, ma pur sempre di dimensioni rilevanti sono la Jana (872 km), che drena un bacino di 238.000 chilometri quadrati nella sezione settentrionale del territorio, esteso parzialmente sul bassopiano della Jana e dell'Indigirka, e l'Alazeja, che corre per 1.500 chilometri nella tundra artica nel nordest della Repubblica. I vasti bassopiani del nord sono inoltre estesi su piccoli bacini di fiumi minori, tributari diretti dei mari di Laptev e della Siberia orientale (fra i più rilevanti, Bol'šaja Čukoč'ja, Bol'šoj Chomus-Jurjach, Bol'šaja Kuropatoč'ja, Čondon, Omoloj, Chroma).

#### Laghi
Non molto rilevanti nel panorama geografico della Jacuzia sono i laghi naturali, quasi sempre di ridotte dimensioni (in rapporto all'immensità del territorio) e profondità. I maggiori specchi d'acqua sono:
- Mogotoevo (323 km²)
- Bustach (249 km²)
- Nerpič'e (237 km²)
- Bol'šoe Morskoe (205 km²)
- Ožogino (157 km²)
- Soluntach (131 km²)
- Čukoč'e (120 km²)

- Pavylon (119 km²)
- Nidžili (115 km²)
- Ilirgytkyn (115 km²)
- Bol'šoe Toko (82 km²)
- Suturuocha (67,9 km²)
- Labynkyr (60 km²)
- Maloe Morskoe (58 km²)

Il maggiore specchio d'acqua della Jacuzia è tuttavia il vasto bacino artificiale del Viljuj (circa 1.200 km² di superficie), formato dal fiume omonimo in seguito alla costruzione di una diga presso la cittadina di Černyševskij.

### Geologia

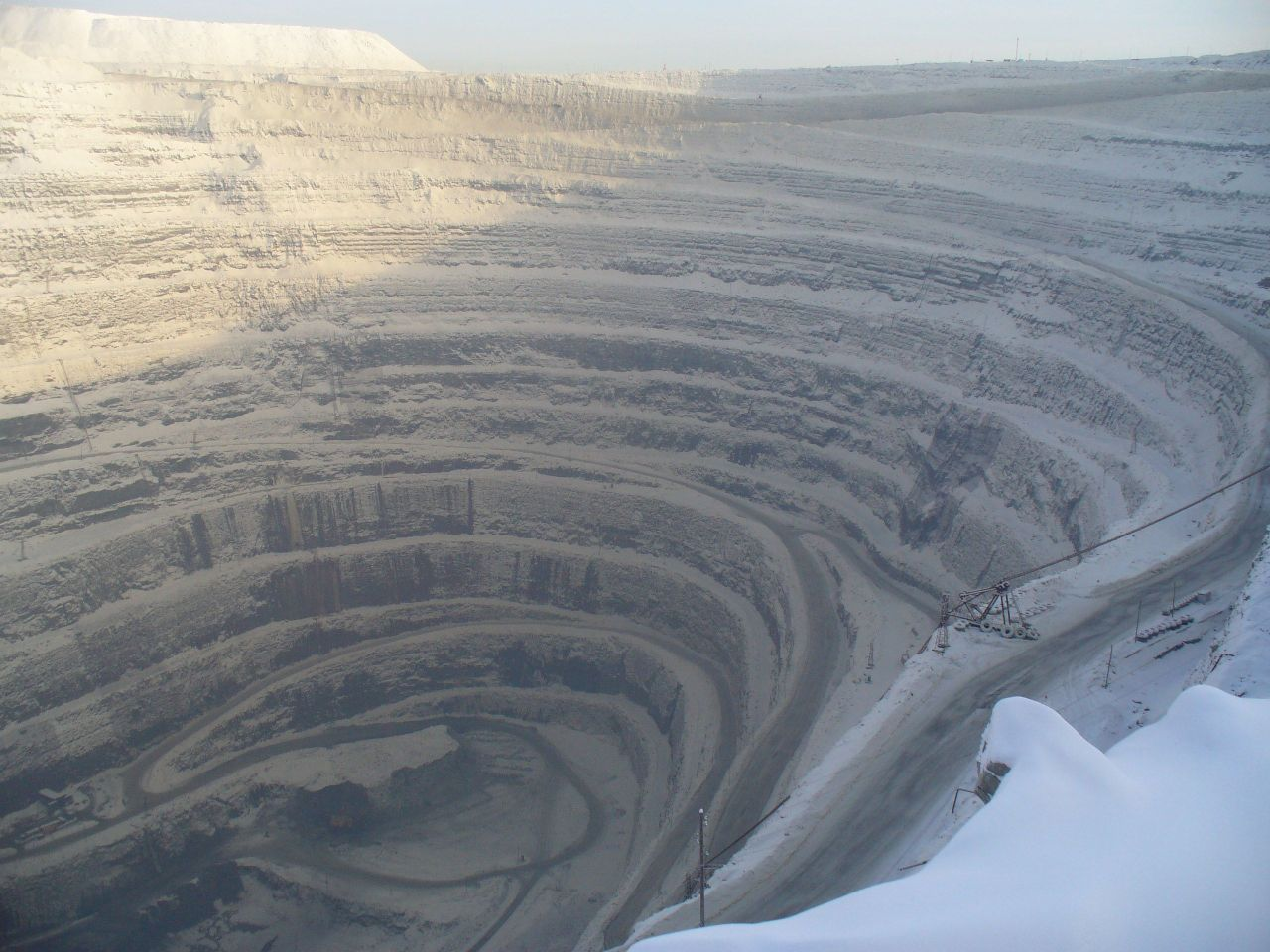
Una miniera di diamanti

Dal punto di vista geologico, il territorio della Jacuzia è estremamente variegato.
La sezione occidentale e parte di quella settentrionale fanno parte della piattaforma siberiana, un antico blocco continentale ricoperto da estese sedimentazioni; si tratta perciò di una zona molto stabile, per la maggior parte pianeggiante o caratterizzata da deboli rilievi, che ospita frequentemente estesi giacimenti di diamanti.
Tutta la vasta area orientale e nordorientale, a est del corso della Lena, è invece molto movimentata dal punto di vista geologico, dal momento che si trova lungo il confine fra la placca euroasiatica e quella nordamericana; tale confine è marcato da importanti catene montuose originatesi durante l'orogenesi alpina (la più recente delle grandi fasi orogenetiche).
Analogamente movimentata è la sezione meridionale del territorio, situata ai confini geologici con la placca dell'Amur (una placca tettonica minore generalmente associata alla placca euroasiatica) e interessata dalla presenza di importanti catene montuose anch'esse di età alpina (monti Stanovoj, altopiano Stanovoj).

#### Paleontologia
Nel 2013 in questo territorio è stato ritrovato, sepolto nel ghiaccio perenne, un cucciolo di Mammut vissuto circa 39 mila anni fa e perfettamente conservato. Successivamente nel 2015, sono stati ritrovati due cuccioli (maschio e femmina) di una specie preistorica vissuta nel Pleistocene Superiore e ormai estinta: il leone delle caverne. Grazie al loro DNA si tenterà un processo di de-estinzione, usando una leonessa come madre surrogata. I cuccioli, entrambi perfettamente conservati, vissero in due periodi diversi: il maschio visse 44 mila anni fa, la femmina circa 15 mila anni dopo.

### Clima

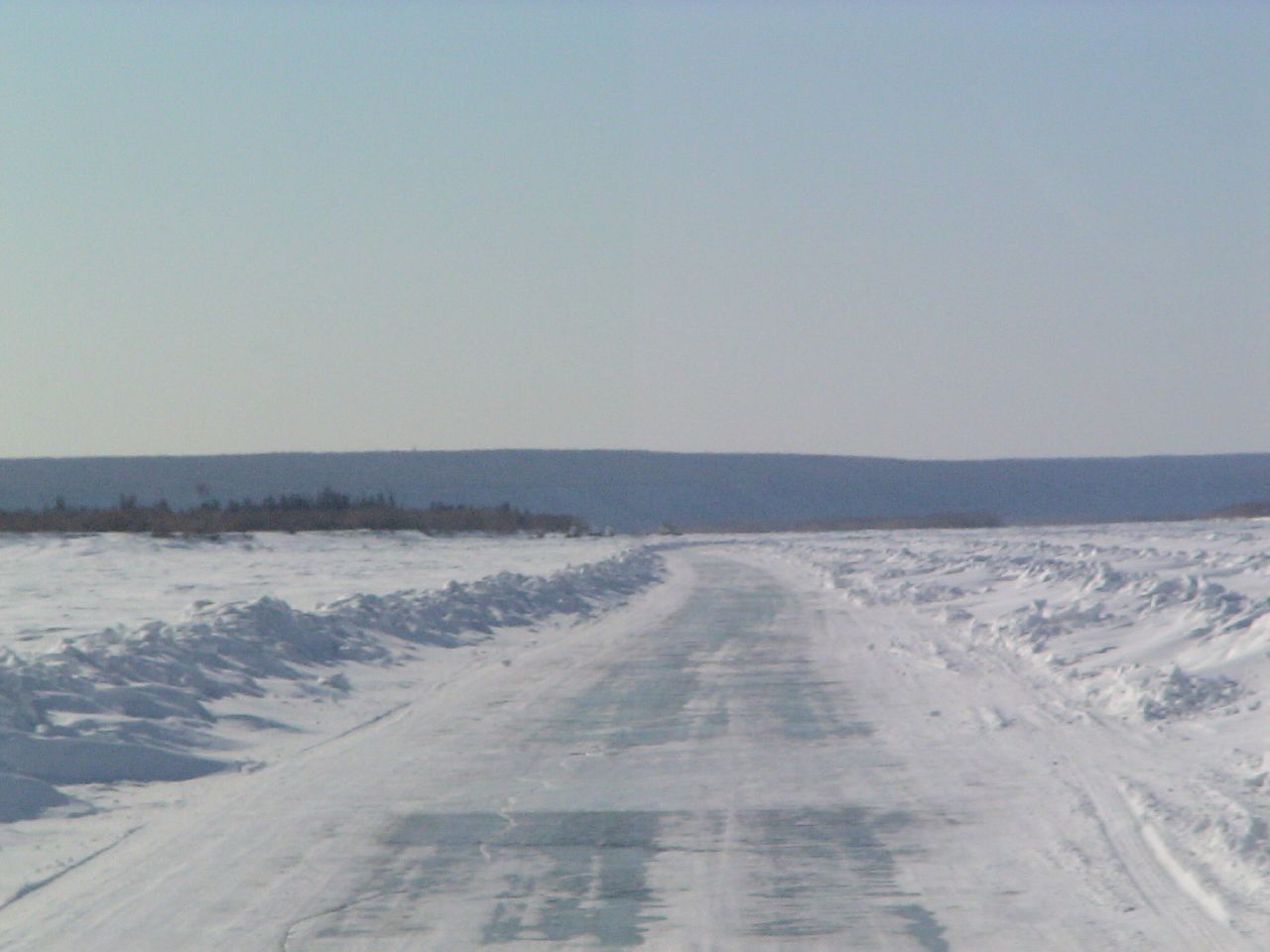
Il fiume Lena gelato

La Jacuzia, nella parte centrale e settentrionale, è posta geograficamente a una latitudine elevata e nella parte centro-orientale del vastissimo continente eurasiatico. Questa posizione risulta nella predominanza di un clima continentale molto accentuato se non estremo su tutto il territorio, soprattutto nelle zone interne come il vastissimo bassopiano centrale e le valli dei maggiori fiumi. Nel territorio della Repubblica è situato il polo del freddo dell'emisfero boreale, compreso nei bacini della Jana e della Indigirka: il primato è conteso fra le cittadine di Ojmjakon e Verchojansk, entrambe scese, in almeno un'occasione nella storia dei rilevamenti meteorologici, a meno 67 °C 
Nella stagione invernale si ha il formarsi di una fortissima struttura di alta pressione di matrice pienamente continentale (che costituisce la branca orientale dell'anticiclone russo-siberiano) che porta a forti inversioni termiche che provocano il continuo raffreddamento dell'aria (l'incidenza solare è infatti scarsissima, stante la latitudine) e il suo accumulo nei bassi strati atmosferici. I valori minori di temperatura si osservano dove minori sono i disturbi atmosferici; questo spiega la situazione paradossale che le coste artiche siano, in inverno, di parecchi gradi meno fredde delle zone centrali. Gradienti termici si instaurano anche fra le pianure e le sommità dei rilievi circostanti, che sono in inverno meno gelidi delle zone basse. La stabilità atmosferica spiega anche il fatto che l'inverno sia quasi ovunque la stagione con meno precipitazioni atmosferiche, che sono totalmente in forma nevosa, seppur non sia una neve "dall'aspetto più classico", visto le temperature di stampo artico. Il gradiente termico latitudinale si ristabilisce invece in estate, quando la struttura altopressoria si disgrega e dominano le basse pressioni relative che causano la maggiore piovosità estiva che si registra su tutto il territorio.
Secondo la classificazione climatica di Köppen, i climi della Sacha-Jacuzia appartengono per la grande maggioranza al dominio dei climi boreali (climi boreali transiberiani e climi boreali delle foreste); nelle zone costiere si entra invece nel dominio dei climi nivali della tundra.
| Città           | Coordinate             | Temp. media annua | Temp. media del mese più freddo | Temp. media del mese più caldo |
| --------------- | ---------------------- | ----------------- | ------------------------------- | ------------------------------ |
| Ojmjakon        | 63°27′39″N 142°47′09″E | −16,5 °C          | (gen) −47,6 °C                  | (lug) 14,0 °C                  |
| Verchojansk     | 67°33′00″N 133°23′00″E | −15,4 °C          | (gen) −47,8 °C                  | (lug) 15,2 °C                  |
| Jakutsk         | 62°02′00″N 129°44′00″E | −10,4 °C          | (gen) −42,6 °C                  | (lug) 18,9 °C                  |
| Olenëk          | 68°30′15″N 112°26′50″E | −12,8 °C          | (gen) −38,7 °C                  | (lug) 14,8 °C                  |
| Viljujsk        | 63°45′19″N 121°37′29″E | −9,3 °C           | (gen) −37,8 °C                  | (lug) 17,9 °C                  |
| Isola Kotel'nyj | 75°20′00″N 141°00′00″E | −14,9 °C          | (feb) −30,3 °C                  | (lug) 2,5 °C                   |
| Aldan           | 58°36′00″N 125°23′00″E | −6,2 °C           | (gen) −27,3 °C                  | (lug) 16,7 °C                  |

### Vegetazione
I lineamenti climatici del territorio jacuto fanno sì che esso rientri per la quasi totalità nei biomi della tundra e della taiga, tranne alcune remote zone nelle isole artiche che sono invece di tipico ambiente polare glacializzato.

## Storia

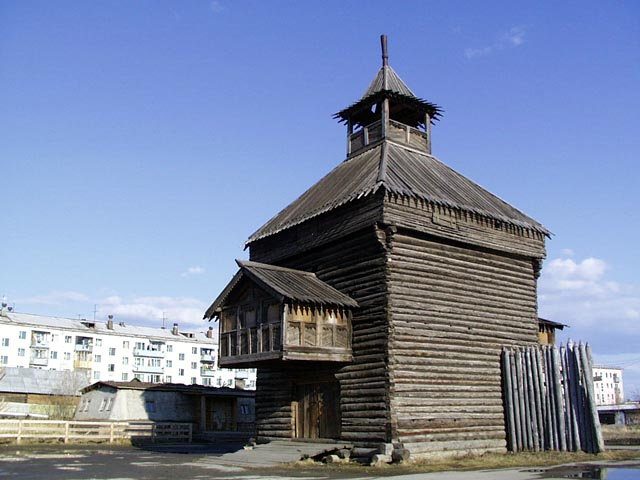
La torre dell'ostrog di Jakutsk, risalente al XVII secolo

Nel XIII secolo la Sacha occupava, oltre a tutto il suo territorio attuale, anche una parte di Asia centrale. Era abitata principalmente da cacciatori e raccoglitori, di cui successivamente genti provenienti dalla Mongolia conquistarono i territori. Chiamarono la popolazione indigena popolazione Sacha, le cui origini sono a tutt'oggi sconosciute.
Negli anni precedenti l'arrivo dei russi, i gruppi etnici più diffusi nel bacino della Lena erano, oltre agli Jakuti, stanziati nel medio bacino della Lena fra la confluenza dell'Aldan e quella del Viljuj, gli evenchi (detti anche tungusi), stanziati su un vasto territorio nell'alto bacino della Lena e alcune comunità di Eveni nel basso corso e nella zona della foce. Nel XVII secolo cominciò la colonizzazione russa: risalgono a quest'epoca le più antiche città della Jacuzia (Lensk, Jakutsk, Viljujsk).
Negli anni della guerra civile russa la Jacuzia si dichiarò indipendente sia dalla Russia sia dalla Repubblica di Siberia, in alleanza con gli Stati di Transbajkalia, Buriazia, e Repubblica Ucraina dell'Estremo Oriente. La rivolta jakuta fu soffocata solo nel 1923. Risale al 27 aprile 1922 la creazione della Repubblica Autonoma Socialista Sovietica della Jacuzia (RSSA Jakuta), nell'ambito della Repubblica Socialista Federativa Sovietica Russa; si assistette negli anni successivi a un impetuoso sviluppo e a un grosso aumento di popolazione (dai 287.000 abitanti del 1926 si passò ai 1.099.000 del 1990). Risale a questo secolo la seconda grande ondata di fondazione di città, fra cui le maggiori sono Aldan, Njurba, Mirnyj e Nerjungri.
Nel 1991, con la caduta dell'Unione Sovietica, la Repubblica venne rinominata con l'attuale nome. Dopo la rovinosa caduta dell'Unione Sovietica, la Jacuzia (come molte altre regioni della neonata Federazione Russa) chiedeva la secessione dalla Russia. I cittadini della Jacuzia sostenevano la loro differenza etnica rispetto ai russi, ma il vero motivo per cui si voleva creare una Jacuzia indipendente erano le enormi riserve di gas naturale, idrocarburi, minerali, pietre e legname, che rendevano (e rendono) gli abitanti della Jacuzia tra i più ricchi della Russia, con un reddito superiore di 8 volte rispetto a un normale cittadino russo. Le spinte indipendentistiche vennero frenate quasi immediatamente, riconoscendo alla Jacuzia una certa autonomia da Mosca all'interno della Federazione Russa.

## Geografia antropica
La lingua ufficiale della Sacha-Jacuzia, oltre che alla lingua russa, è la lingua jacuta, parlata dal 25% della popolazione.

Mappa etnica della Yakutia per insediamenti urbani e rurali, censimento 2010

|                       | cens. 1939      | cens. 1959      | cens. 1970      | cens. 1979      | cens. 1989      | cens. 2002      |
| --------------------- | --------------- | --------------- | --------------- | --------------- | --------------- | --------------- |
| Jakuti                | 233,273 (56.5%) | 226,053 (46.4%) | 285,749 (43.0%) | 313,917 (36.9%) | 365,236 (33.4%) | 432,290 (45.5%) |
| Dolgani               | 233,273 (56.5%) | 226,053 (46.4%) | 10 (0.0%)       | 64 (0.0%)       | 408 (0.0%)      | 1,272 (0.1%)    |
| Evenchi               | 10,432 (2.5%)   | 9,505 (2.0%)    | 9,097 (1.4%)    | 11,584 (1.4%)   | 14,428 (1.3%)   | 18,232 (1.9%)   |
| Eveni                 | 3,133 (0.8%)    | 3,537 (0.7%)    | 6,471 (1.0%)    | 5,763 (0.7%)    | 8,668 (0.8%)    | 11,657 (1.2%)   |
| Jukaghiri (iucaghiri) | 267 (0.1%)      | 285 (0.1%)      | 400 (0.1%)      | 526 (0.1%)      | 697 (0.1%)      | 1,097 (0.1%)    |
| Čukči (ciukci)        | 400 (0.1%)      | 325 (0.1%)      | 387 (0.1%)      | 377 (0.0%)      | 473 (0.0%)      | 602 (0.1%)      |
| Russi                 | 146,741 (35.5%) | 215,328 (44.2%) | 314,308 (47.3%) | 429,588 (50.4%) | 550,263 (50.3%) | 390,671 (41.2%) |
| Ucraini               | 4,229 (1.0%)    | 12,182 (2.5%)   | 20,253 (3.0%)   | 46,326 (5.4%)   | 77,114 (7.0%)   | 34,633 (3.6%)   |
| Altri                 | 14,723 (3.6%)   | 20,128 (4.1%)   | 27,448 (4.1%)   | 43,695 (5.1%)   | 76,778 (7.0%)   | 58,826 (6.2%)   |

### Mappe etniche
|  |  |
|  |  |
|  |  |
|  |  |

### Ulus
Gli ulus (distretti, analoghi ai rajon delle altre regioni della Federazione Russa) sono 35, ai quali si affianca una città (Jakutsk) che ha lo status di divisione amministrativa di pari livello, dipendente direttamente dal governo della Repubblica Autonoma.
Queste entità territoriali sono (per gli ulus viene indicato fra parentesi il capoluogo):
1. Namskij (Namcy)
2. Ust'-Aldanskij (Borogoncy)
3. Tattinskij (Ytyk-Kjuël')
4. Čurapčinskij (Čurapča)
5. Megino-Kangalasskij (Nižnij Bestjach)
6. Distretto urbano della capitale Jakutsk
7. Changalasskij (Pokrovsk)
8. Amginskij (Amga)
9. Gornyj (Berdigestjach)
10. Olëkminskij (Olëkminsk)
11. Nerjungrinskij (Nerjungri)
12. Aldanskij (Aldan)
13. Ust'-Majskij (Ust'-Maja)
14. Tomponskij (Chandyga)
15. Ojmjakonskij (Ust'-Nera)
16. Momskij (Chonuu)
17. Verchnekolymskij (Zyrjanka)
18. Srednekolymskij (Srednekolymsk)
19. Nižnekolymskij (Čerskij)
20. Allaichovskij (Čokurdach)
21. Abyjskij (Belaja Gora)
22. Ust'-Janskij (Deputatskij)
23. Verchojanskij (Batagaj)
24. Kobjajskij (Sangar)
25. Ėveno-Bytantajskij (Batagaj-Alyta)
26. Bulunskij (Tiksi)
27. Žiganskij (Žigansk)
28. Viljujskij (Viljujsk)
29. Verchneviljujskij (Verchneviljujsk)
30. Njurbinskij (Njurba)
31. Suntarskij (Suntar)
32. Lenskij (Lensk)
33. Mirninskij (Mirnyj)
34. Olenëkskij (Olenëk)
35. Anabarskij (Saskylach)

### Città

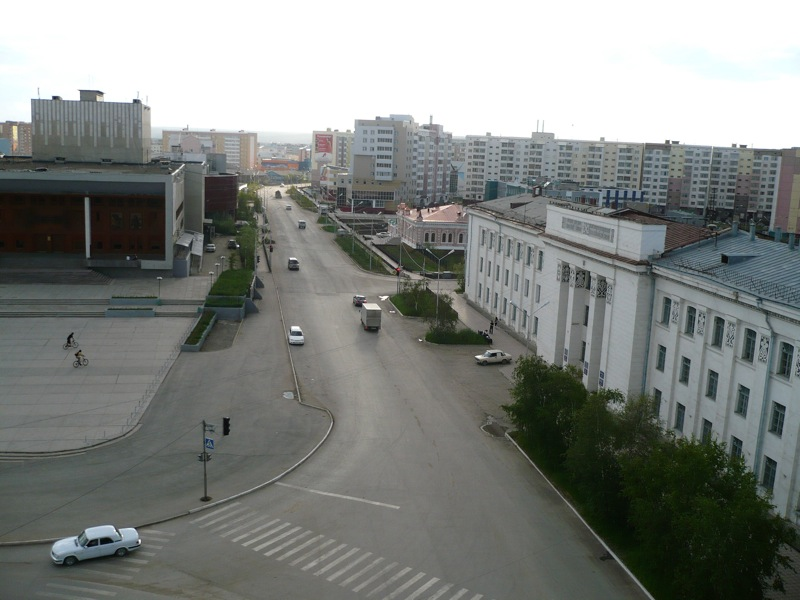
Scorcio di Jakutsk, la maggiore città della Repubblica

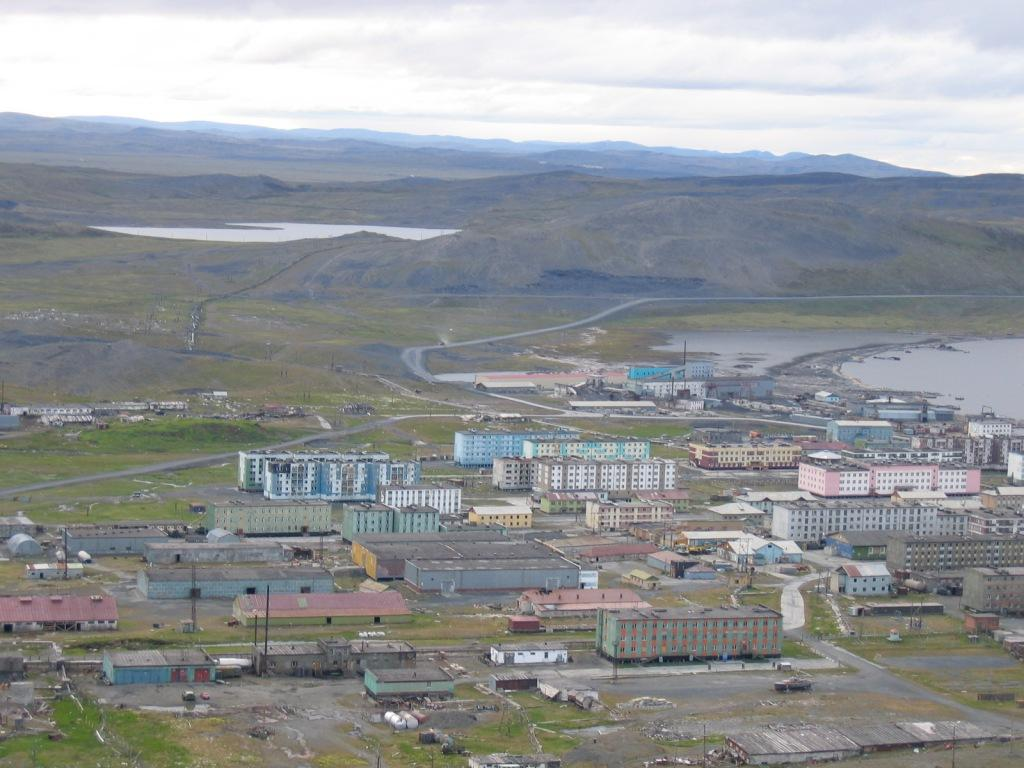
Panorama di Tiksi, sulla costa artica jacuta

I principali insediamenti urbani (città, cittadine, villaggi) della Sacha-Jacuzia sono:
- Aldan
- Lensk
- Mirnyj
- Nerjungri
- Njurba
- Olëkminsk
- Pokrovsk
- Tommot

- Viljujsk
- Udačnyj
- Čul'man
- Ajchal
- Suntar
- Žataj
- Namcy